# Сампо (фільм)
«Сампо» — радянсько-фінський художній фільм 1959 року режисера Олександра Птушка. Фільм-казка за мотивами карело-фінського епосу «Калевала». Перший фільм спільного виробництва кінематографа СРСР і кінематографа «капіталістичних країн» після Другої світової війни. Знятий російською та фінською мовами. В американському прокаті фільм був значно перемонтований і випущений під назвою «The Day the Earth Froze» («День, коли Земля замерзла») і зі зміненими іменами акторів (Ніна Андерсон і Джон Пауерс).

## Сюжет
Аннікі, сестру віковічного кователя Ільмарінена, викрадає зла чарівниця Лоухі, господиня похмурої країни вічного холоду Похйоли. Її наречений і коханий — Леммінкяйнен, разом з ковалем Ільмаріненом, відправляється за нею в далеку Похйолу. Для того щоб повернути Аннікі, вони повинні виконати кілька умов хитрої Лоухі. Одна з умов — викувати чудовий млин Сампо.

## У ролях
- Урхо Сомерсалмі — Вяйнямйойнен
- Анна Орочко — Стара Лоухі
- Іван Воронов — коваль Ільмарінен
- Андріс Ошинь — Леммінкяйнен
- Ада Войцик — мати Лемінкяйнена
- Еве Ківі — Аннікі
- Георгій Милляр — чарівник
- Віктор Уральський — чарівник
- Михайло Трояновський — віщун
- Валентин Брилєєв — підручний Лоухі
- Леннарт Лаурмаа — епізод
- Олександр Мачерет — епізод
- Тойво Ромппайнен — епізод
- Дар'я Карпова — епізод

## Знімальна група
- Режисер:  Олександр Птушко
- Сценаристи: Вяйно Кауконен,  Віктор Виткович,  Григорій Ягдфельд
- Оператори:  Геннадій Цекавий,  Віктор Якушев
- Композитор:  Ігор Морозов
- Художник:  Лев Мільчин
- Художник по декораціях:  Олександр Макаров